# Orchestre symphonique d’État d’Azerbaïdjan
 (mai 2021).
La mise en forme du texte ne suit pas les recommandations de Wikipédia : il faut le « wikifier ».
Les points d'amélioration suivants sont les cas les plus fréquents :
- Les titres sont pré-formatés par le logiciel. Ils ne sont ni en capitales, ni en gras.
- Le texte ne doit pas être écrit en capitales (les noms de famille non plus), ni en gras, ni en italique, ni en « petit »…
- Le gras n'est utilisé que pour surligner le titre de l'article dans l'introduction, une seule fois.
- L'italique est rarement utilisé : mots en langue étrangère, titres d'œuvres, noms de bateaux, etc.
- Les citations ne sont pas en italique mais en corps de texte normal. Elles sont entourées par des guillemets français : « et ».
- Les listes à puces sont à éviter, des paragraphes rédigés étant largement préférés. Les tableaux sont à réserver à la présentation de données structurées (résultats, etc.).
- Les appels de note de bas de page (petits chiffres en exposant, introduits par l'outil «  Source ») sont à placer entre la fin de phrase et le point final[comme ça].
- Les liens internes (vers d'autres articles de Wikipédia) sont à choisir avec parcimonie. Créez des liens vers des articles approfondissant le sujet. Les termes génériques sans rapport avec le sujet sont à éviter, ainsi que les répétitions de liens vers un même terme.
- Les liens externes sont à placer uniquement dans une section « Liens externes », à la fin de l'article. Ces liens sont à choisir avec parcimonie suivant les règles définies. Si un lien sert de source à l'article, son insertion dans le texte est à faire par les notes de bas de page.
- La présentation des références doit suivre les conventions bibliographiques. Il est recommandé d'utiliser les modèles {{Ouvrage}}, {{Chapitre}}, {{Article}}, {{Lien web}} et/ou {{Bibliographie}}. Le mode d'édition visuel peut mettre en forme automatiquement les références.
- Insérer une infobox (cadre d'informations à droite) n'est pas obligatoire pour parachever la mise en page.

Pour une aide détaillée, merci de consulter Aide:Wikification.
Si vous pensez que ces points ont été résolus, vous pouvez retirer ce bandeau et améliorer la mise en forme d'un autre article.
L’Orchestre symphonique d’État d’Azerbaïdjan (azéri : Azərbaycan Dövlət Simfonik Orkestri) est l’un des plus grands groupes musicaux d’Azerbaïdjan.

## Historique
L’Orchestre a été fondé en 1920, l'un des premiers en URSS, à l'initiative du fondateur de la musique professionnelle azerbaïdjanaise, Uzeyir Hadjibeyov. Dans les premières années de la fondation de l'orchestre le compositeur organise un grand programme de concerts consacrés au 150e anniversaire de Beethoven. Les 1re, 3e et 9e symphonies de Beethoven, 5e concerto pour piano et orchestre, ouverture «Leonora 3» y sont joués.

### Activité avant la guerre
M. Chernyakhovsky, U. Goldstein, A. Stolerman et d'autres chefs d’orchestre travaillent avec l'Orchestre symphonique d'État à différentes époques. Les programmes de concerts de la saison 1922–1923 comprenaient la sixième symphonie de Tchaïkovski, l'Ouverture de Francesca da Rimini, des Concertos pour violon et piano, Variations sur le thème du rococo pour violoncelle et orchestre, Capriccio italien, Shahrizade de Rimsky-Korsakov, Symphonie de Borodine, Symphonie incomplète de Schubert, 7e Symphonie de Beethoven et d’autres interprétés par l’orchestre.
En 1944, à la veille de la décennie de la musique des républiques transcaucasiennes à Tbilissi (Géorgie), l'orchestre symphonique, dissout depuis 1940, est reconstitué à l'initiative d’U. Hadjibeyov. Après la première répétition, les musiciens de l'orchestre ont suggéré de nommer le groupe d'après Uzeyir Hadjibeyov.
Depuis 1944, l'Orchestre symphonique d'État d'Azerbaïdjan porte le nom d'Uzeyir Hadjibeyov. R. Baton (France), O. Klemperer (Allemagne), F. Stidri (Autriche), N. Golovanov (Russie) participent activement à la formation de l'orchestre.

### Activité après la guerre
De 1945 à 1948, Leo Ginzburg, musicien expérimenté et chef d'orchestre bien connu, était son chef d'orchestre.
En 1946, Niyazi participe à la revue des chefs d’orchestre à Leningrad et il est nommé lauréat du concours par le jury dirigé par Dmitri Chostakovitch. En 1948, Niyazi est nommé chef d'orchestre et directeur artistique de l'orchestre symphonique. L'orchestre atteint le plus haut niveau de professionnalisme sous sa direction. Le nom de Niyazi devient symbole de la «scène d'or» dans l'art de la musique nationale.
En 1960, l’orchestre devient un collectif honoré de la république. Il fait des tournées réussies aux États-Unis, en Europe (Allemagne, Suisse, France, Angleterre), en Asie (Égypte, Turquie) et dans d'autres pays étrangers. En 1967 l'orchestre est lauréat du Concours de toute l'Union.

## Direction
- Uzeyir Hadjibeyov (1920–1938)
- Niyazi Taghizade Hadjibeyov (1938–1984)
- Raouf Abdullayev (1984–1991; 1997–)
Raouf Abdullayev est le principal chef d'orchestre de l'Orchestre Symphonique d'Etat d'Azerbaïdjan de 1984 à nos jours, et de 1991 à 1997, par intermittence.
- Yalchin Adiguezalov (1991–1997)
- Chef d'orchestre - Fakhraddin Kerimov, artiste du peuple d'Azerbaïdjan.
- Chef d'orchestre - Fuad Ibrahimov, artiste émérite de la République d'Azerbaïdjan.